# Frutuoso Gomes
Frutuoso Gomes är en kommun i Brasilien.   Den ligger i delstaten Rio Grande do Norte, i den östra delen av landet, 1 500 km nordost om huvudstaden Brasília. Antalet invånare är 4 233.
Omgivningarna runt Frutuoso Gomes är huvudsakligen savann. Runt Frutuoso Gomes är det ganska glesbefolkat, med 25 invånare per kvadratkilometer.